# كوري جونز
كوري جونز (بالإنجليزية: Corey Jones)‏ هو لاعب كرة قدم أسترالية أسترالي، ولد في 26 فبراير 1981.

## وصلات خارجية
- كوري جونز على موقع AustralianFootball.com (الإنجليزية)
- كوري جونز على موقع AFLtables.com (الإنجليزية)